# Такоев, Симон Алиевич
Си́мон Али́евич Тако́ев (осет. Такоти Алий фурт Симон; род. 27 мая 1876, с. Христиановское, Терская область, Российская империя — 24 октября 1938, Москва, СССР) — советский государственный, политический и общественный деятель, юрист.

## Биография
Осетин-дигорец.
- Родители на 26.03.1908 жили в с. Христиановском, Терской области.
- С 1894 по 1902 служил в 82 пехотном полку вольноопределяющимся.
- С 1902 по 1904 учился в Московском университете, а в 1904 г. служил в Сухаревском полку подпоручиком.
- С 1902 г. в РСДРП, к началу 1905 г. был в составе  с.-д. организации с. Христиановского, входившей в состав Терско-Дагестанской организации РСДРП. В июле 1906 г., когда организация временно взяла в руки власть в селе и был избран Революционный комитет, входил в него вместе с М.К. Гардановым. Карательный отряд под командой полковника Ляхова разогнал революционные отряды "христиановцев", но выдачи главарей, в т. ч. Такоева, добиться не смог.
- В 1907 помощник присяжного поверенного во Владикавказе, а в 1908 арестован за политическую деятельность и находился в тюрьме.
- 26.02.1908 — высылается в Оренбург, куда пребывает 05.03.1908 и проживал в 1 части по ул. Орской, в д. Измайлова. 12.05.1908 Оренбургский губернатор переводворяет его в Вологодскую губернию на два года считая срок с 17.03.1908, где, будучи оставлен в Вологде, находился под гласным надзором полиции до 1910. Прибыл в Вологду 26.05.1908 и был водворён здесь на жительство под гласный надзор полиции. 27.08.1908 министр внутренних дел разрешает ему заниматься адвокатурой в Вологде, о чём он узнал только 29.08.1908. С 03.09.1908 г. поступает помощником к присяжному поверенному Н.В. Сигорскому, работая в Вологодской консультации присяжных поверенных при окружном суде.
- 19.03.1909 — на общем собрании членов консультации присяжных поверенных был избран в ревизионную комиссию вместе с Г.М. Котляровым и В.Ф. Макеевым.
- 24.03.1909 — получает в Вологодском Окружном суде свидетельство за №2576, как помощник присяжного поверенного с разрешением ходатайствовать по чужим делам при этом суде. 06.10.1909 — получает проходное свидетельство на следование в Кадников в трёхдневную командировку, откуда он возвратился в Вологду 09.10.1909, а с 12.11. по 13.11.1909 так же был в Кадникове.
- В Вологду вернулся 14.11.1909. 28.11.1909 получает проходное свидетельство для следования в Вельск в командировку сроком на 8 дней для участия в судебном процессе в местном съезде мировых судей, из Вельска выбыл 05.12. а 07.12.1909 возвратился из разрешённой ему командировки по судебным делам в Вологду. 11.02.1910 получил проходное свидетельство в Кадников до 16.02.1910, где участвовал в процессе в выездной сессии Вологодского окружного суда. Кадниковский уездный исправник докладывал вологодскому полицмейстеру от 16.02.1910, что С. Такоев прибыл в командировку 13.02., а 16.02. выбыл обратно в Вологду и за время проживания здесь ни в чём дурном не замечался. 17.03.1910 закончился срок гласного надзора полиции и он уехал на родину в Терскую область через некоторое время. После окончания ссылки работает присяжным поверенным в 1910-1914 во Владикавказе.
- В 1914 — 1917 — подпоручик Кубанской и Терской ополченческих дружин.
- В 1917 (май — декабрь) — военный комиссар Владикавказского округа, а 1918-1919 - заместитель председателя народного совета Терской области. В феврале-мае 1919 находился на подпольной работе в Кутаиси, а с мая по июль 1919 вёл подпольную работу в Тифлисе.
- В июле-октябре 1919 — в тифлисской тюрьме, а с ноября по декабрь указанного года — под надзором полиции.
- С 1920 — уполномоченный Кавказского крайкома РКП(б) по организации восстания против белых в Северной Осетии.
- В 1920 — 1921 — ответственный секретарь оргбюро и обкома РКП(б) в Терской области.С 4.1920 — заместитель председателя Северо-Кавказского революционного комитета.
- С 25.04.1921 по 1922 являлся председателем СНК Горской АССР. В 1922 — ответственный секретарь обкома РКП(б) в Батуме. С 1922 по 1924 - заведующий А.П.О. Закавказского крайкома РКП(б).
- В 1924 — заведующий А.П.О. Владикавказского окружкома РКП(б), председатель Ревкома Северной Осетии.
- С 11.1924—1927 — ответственный секретарь обкома РКП(б) -ВКП(б) во Владикавказе.
- В 1927 — 1929 — член Президиума Госплана РСФСР в Москве.
- В 1929 — 1930 — заместитель председателя Главполитпросвета НКП РСФСР в Москве.
- В 1930 — 1938 — заместитель заведующего отдела национальностей ВЦИКа
- 28 июля 1937 г. арестован органами НКВД СО АССР по обвинению в том, что "он являлся одним из руководителей буржуазно-националистической антисоветской организации, действовавшей в контакте с правыми на территории Северной Осетии и др. нац. областях и проводившей подготовку вооруженного восстания, вредительства и диверсии в народном хозяйстве, подготавливавшей террористические акты против М.И. Калинина и др. членов правительства и занимавшейся шпионажем в пользу враждебных СССР государств" (орфография и пунктуация оригинала постановления о предъявлении обвинения сохранена). Обвинялся по ст. 58 п. п. 2, 6, 7, 8, 9, 11 УК РСФСР 1926 г.[2]
- 24 октября 1938 г. "Такоев С.А. после продолжительной болезни (артериосклероз, туберкулез, язвенный колит и др.) умер в тюремной больнице, о чем свидетельствует акт врача от 24.10.1938 г. и прозектура, произведенная Гос. Судебно-медицинским экспертом в Городской больнице 25.10.1938 г." (орфография оригинала постановления сохранена).
- 27 октября 1938 года НКВД СО АССР вынес постановление: "Дело по обвинению Такоева Симона Алиевича производством прекратить".

## Семья
Сёстры: Мария и Елизавета.
Жена — Анастасия Ивановна Хетагурова, дочь священника.
Сыновья: Марклен, Марат, Коба.

## Публикации
- К истории компартии в Грузии.
- «25 лет борьбы за социализм», 254, 261—263, 275, 277.
- К истории революционного движения на Тереке. (По личным воспоминаниям).//Известия Осетинского научно-исследовательского института краеведения. Владикавказ,1926.Вып.2.-С.309-385.
- Женщина-националка на социалистической стройке.— Революция и национальности, 1934, № 3, с. 39—43 с табл.
- Человек удивительной энергии.//Рассказы о Кирове. Сб. воспоминаний. М.,1976.-С.82-85.